# Finspångs kommun
Finspångs kommun är en kommun i norra delen av Östergötlands län. Centralort är Finspång.
I Risinge, Doverstorp och Hällestadsområdet finns kommunens uppodlade mark. Vid Hällestads- och Risingeområdena finns förekomster av järnmalm och vid bland annat Kattala har även urkalksten brutits. Järnbruksverksamheten har präglat det lokala näringslivet sedan mitten av 1500-talet, men  den största arbetsgivaren var i början av 2020-talet Siemens. 
Befolkningstrenden var negativ fram till 2010 då kurvan istället vände uppåt. Största parti i samtliga val har varit Socialdemokraterna som mandatperioden 2022 till 2026 styr i koalition med Centerpartiet och Liberalerna.

## Administrativ historik
Kommunens område motsvarar socknarna: Hällestad, Regna, Risinge och  Skedevi. I dessa socknar bildades vid kommunreformen 1862 landskommuner med motsvarande namn.
Finspångs köping bildades 1942 genom en ombildning av Risinge landskommun.
Vid kommunreformen 1952 bildades storkommunen Hävla (av de tidigare kommunerna Regna och Skedevi) medan Hällestads landskommun samt Finspångs köping förblev opåverkade.  
Finspångs kommun bildades vid kommunreformen 1971 av Finspångs köping och landskommunerna Hävla och Hällestad.
Kommunen ingår sedan bildandet i Norrköpings domsaga.
Kommunen ingår sedan 2013 i förvaltningsområdet för finska.

## Geografi
Kommunen är den nordligaste i landskapet Östergötland, med en mycket liten del, nordväst om Igelfors, i landskapet Närke. Den gränsar till Norrköpings, Motala och Linköpings kommuner i Östergötlands län, Hallsbergs och Örebro kommuner i Örebro län samt Vingåkers och Katrineholms kommuner i Södermanlands län.

### Topografi och hydrografi
Områdets berggrund har utsatts för  förkastningar, vilket är synbart i de sprickdalar och sjösystem som löper från nordväst till sydöst samt från öst till väst. Urberg med inslag av urkalksten utgör kommunens berggrund, något som också återspeglas i den lokala floran. Förekomster av järnmalm finns vid Hällestads- och Risingeområdena och varphögarna visar att malm brutits. Vid bland annat Kattala har även urkalksten brutits. Berggrunden är täckt av ett tunt jordtäcke, vilket sällan är mer än fyra meter, och således återspeglar den kulliga moränklädda markytan berggrundens ytformationer. Tjällmoåsen löper genom Hällestad och från sjön Glan i söder till Kattala i norr löper Sonstorpsåsen med höjder upp mot 30 meter. I Risinge, Doverstorp och Hällestadsområdet finns större områden med leriga sediment och det är också där kommunens uppodlade mark finns. I kommunen har man dikat ur en del mossar i de övriga områdena, detta i brist på god odlingsmark. Vid Grytgöl, Folkström och Övre Hävla finns flera utpräglade bruksmiljöer med tillhörande områden av lövskog.

### Naturskydd
I början av 2020-talet fanns ett 20-tal naturreservat i Finspångs kommun varav ett var kommunalt. Resterande var statliga och förvaltades av Länsstyrelsen i Östergötlands län. Det kommunala reservatet Ölstadsjöns naturreservat är även klassat som Natura 2000-område och beskrivs av Länsstyrelsen som "ett litet paradis för fåglar och fågelälskare". Även Asketorp naturreservat är klassat som Natura 2000-område, där trivs hackspettar likväl som ovanliga lavar.

### Administrativ indelning

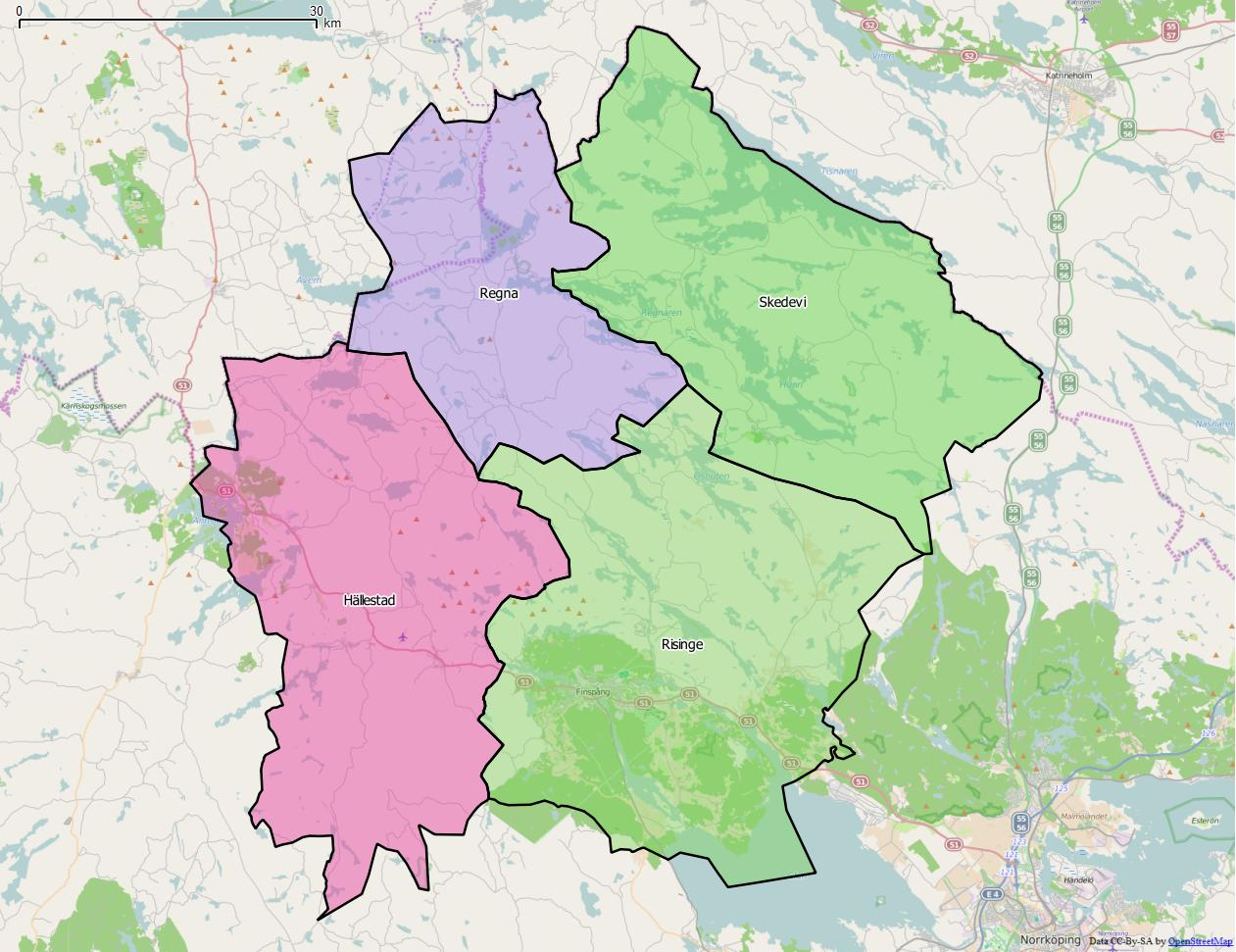
Distrikt (socknar) inom Finspångs kommun.

Fram till 2016 var kommunen för befolkningsrapportering indelad i en enda församling, Finspångs församling.
Från 2016 indelas kommunen i följande distrikt, vilka motsvarar de tidigare socknarna – Hällestad, 
Regna, 
Risinge och 
Skedevi.

### Tätorter
| Nr | Tätort          | Befolkning 2015 |
| -- | --------------- | --------------- |
| 1  | Finspång        | 12 807          |
| 2  | Rejmyre         | 886             |
| 3  | Lotorp          | 685             |
| 4  | Falla           | 464             |
| 5  | Sonstorp        | 436             |
| 6  | Hällestad       | 335             |
| 7  | Ljusfallshammar | 316             |
| 8  | Grytgöl         | 290             |
| 9  | Butbro          | 290             |
| 10 | Borggård        | 237             |
| 11 | Igelfors        | 227             |

Centralorten är i fet stil.

## Styre och politik

### Styre
Mandatperioden 2014 till 2018 styrde de rödgröna i koalition. Efter valet 2018 fortsatte Socialdemokraterna styra, men i en  minoritetskoalition med Centerpartiet och Kristdemokraterna. Kristdemokraterna ersattes av Liberalerna i ytterligare en minoritetskoalition efter valet 2022.

### Kommunfullmäktige

#### Presidium
| Presidium 2022–2026    | Presidium 2022–2026 | Presidium 2022–2026 |
| ---------------------- | ------------------- | ------------------- |
| Ordförande             | S                   | Ulrika Jeansson     |
| Förste vice ordförande | C                   | Åsa Johansson       |
| Andre vice ordförande  | M                   | Jonas Andersson     |

#### Mandatfördelning 1970–2022
|  | 33 | 9 | 6 |  | 5 |

| 46 | 9 |

|  | 33 | 12 | 3 |  | 5 |

| 46 | 9 |

|  | 32 | 10 | 4 |  | 7 |

| 42 | 13 |

| 3 | 30 | 9 | 4 |  | 7 |

| 42 | 13 |

|  | 33 | 8 |  |  | 8 |

| 44 | 11 |

| 4 | 29 |  | 6 | 6 |  | 8 |

| 40 | 15 |

| 4 | 27 |  | 3 | 5 | 6 |  | 6 |

| 40 | 15 |

| 4 | 25 |  | 3 | 5 | 6 | 3 | 8 |

| 39 | 16 |

| 6 | 28 | 3 | 5 | 4 |  | 7 |

| 35 | 20 |

| 8 | 25 |  | 3 |  | 4 | 8 |

| 28 | 23 |

| 6 | 25 | 4 | 5 | 5 | 6 |

| 29 | 22 |

| 6 | 23 |  | 5 | 4 | 3 | 9 |

| 26 | 25 |

| 4 | 20 | 2 |  | 4 | 3 | 2 | 9 |

| 23 | 22 |

| 4 | 20 | 2 | 4 | 3 | 2 | 2 | 8 |

| 26 | 19 |

| 4 | 17 |  | 8 | 3 | 2 | 2 | 8 |

| 24 | 21 |

| 4 | 16 | 10 | 3 | 3 | 2 | 7 |

| 24 | 21 |

### Nämnder

#### Kommunstyrelse
Kommunstyrelsen i Finspångs kommun utgörs av 11 ordinarie ledamöter. Dess ordförande är kommunens enda kommunalråd.
| Presidium 2022–2026    | Presidium 2022–2026 | Presidium 2022–2026 |
| ---------------------- | ------------------- | ------------------- |
| Ordförande             | S                   | Mats Annerfeldt     |
| Förste vice ordförande | C                   | Kristin Yderfors    |
| Andre vice ordförande  | M                   | Inge Jacobsson      |

#### Lista över kommunstyrelsens ordförande
- Gun Axelsson, Socialdemokraterna, 1992–1994[22]
- Stig Andersson, Socialdemokraterna, 1994–2008[22][23]
- Denny Lawrot, Centerpartiet, 2008–2010[24]
- Anders Härnbro, Socialdemokraterna, 2011–2017[25]
- Ulrika Jeansson, Socialdemokraterna, augusti 2017–19 oktober 2022[26]
- Mats Annerfeldt, Socialdemokraterna, 2022–

Denna lista hämtas från Wikidata. Informationen kan ändras där.

#### Övriga nämnder
Förutom de obligatoriska nämnderna finns i kommunen bygg- och miljönämnden samt sociala myndighetsnämnden.
| Nämnd                     | Ordförande | Ordförande              | Vice ordförande | Vice ordförande | Andre vice ordförande | Andre vice ordförande |
| ------------------------- | ---------- | ----------------------- | --------------- | --------------- | --------------------- | --------------------- |
| Bygg- och miljönämnden    | C          | Karin Sjöholm Svensson  | M               | Rune Larsson    |                       |                       |
| Krisledningsnämnden       | S          | Mats Annerfeldt         | M               | Inge Jacobsson  |                       |                       |
| Sociala myndighetsnämnden | S          | Riitta Leiviskä-Widlund | S               | Bertil Senestad |                       |                       |
| Valnämnden                | S          | Heléne Esping           | C               | Anna Creutz     | M                     | Jan-Erik Andersson    |

### Valresultat 2022
| Parti                            | Valdistrikt | Valdistrikt | Kommun  |
| Parti                            | Starkaste   | Andel       | Andel   |
| -------------------------------- | ----------- | ----------- | ------- |
| S                                | Nyhem       | 41,40 %     | 34,12 % |
| SD                               | Regna       | 33,33 %     | 22,02 % |
| M                                | Hagaryd     | 20,83 %     | 15,53 % |
| V                                | Grosvad     | 12,25 %     | 8,42 %  |
| C                                | Brenäs      | 12,46 %     | 6,54 %  |
| L                                | Grytgöl     | 15,69 %     | 6,10 %  |
| KD                               | Sonstorp    | 13,14 %     | 5,42 %  |
| MP                               | Brenäs      | 3,77 %      | 1,16 %  |
| Data hämtat från Valmyndigheten. |             |             |         |

Exklusive uppsamlingsdistrikt. Partier som fått mer än en procent av rösterna i minst ett valdistrikt redovisas.

## Ekonomi och infrastruktur

### Näringsliv
Järnbruksverksamheten har präglat det lokala näringslivet sedan mitten av 1500-talet. Hela kommunen präglas av den gamla bruksmiljön. Flera av bruken, däribland Igelfors Bruk, Borggårds Bruk och Grytgöls Bruk, har gamla anor och är fortfarande verksamma. År 1810 grundades en förfinad form av bruksmiljö i Reijmyre, Reijmyre glasbruk. Sapa Profiler,  Siemens Industrial Turbomachinery AB och  Gränges AB för numer vidare den gamla brukstraditionen vid Finspongs Bruk.
År 2020 var Siemens Energy AB den största privata arbetsgivaren i kommunen med 2 625 anställda. Kommunen hade samma år 1 912 anställda.

### Infrastruktur

#### Transporter
Kommunen genomkorsas av riksväg 51 och nås från sydväst av länsväg 215. Järnvägen till Finspång, som ursprungligen var smalspårig med spårvidden 891 mm, och som utgår från Kimstad på Södra stambanan, breddades till normalspår 1962, men persontrafiken lades ner redan 1970. Fortsättningen norrut breddades aldrig och där lades persontrafiken ner 1962 och kvarvarande godstrafik lades ner 1987. Banan mellan Finspång och Kimstad är den enda kvarvarande delen av Norra Östergötlands Järnvägar som gick från Örebro södra station till Norrköpings östra station via Kimstad.

## Befolkning

### Befolkningsutveckling
Kommunen har 21 547 invånare (31 mars 2025), vilket placerar den på 119:e plats avseende folkmängd bland Sveriges kommuner.
| Befolkningsutvecklingen i Finspångs kommun 1970–2020 | Befolkningsutvecklingen i Finspångs kommun 1970–2020 | Befolkningsutvecklingen i Finspångs kommun 1970–2020 | Befolkningsutvecklingen i Finspångs kommun 1970–2020 | Befolkningsutvecklingen i Finspångs kommun 1970–2020 |
| ---------------------------------------------------- | ---------------------------------------------------- | ---------------------------------------------------- | ---------------------------------------------------- | ---------------------------------------------------- |
|                                                      |                                                      |                                                      |                                                      |                                                      |
| År                                                   |                                                      |                                                      | Folkmängd                                            |                                                      |
| 1970                                                 | 1970                                                 |                                                      | 24 699                                               |                                                      |
| 1975                                                 | 1975                                                 |                                                      | 24 799                                               |                                                      |
| 1980                                                 | 1980                                                 |                                                      | 24 614                                               |                                                      |
| 1985                                                 | 1985                                                 |                                                      | 23 703                                               |                                                      |
| 1990                                                 | 1990                                                 |                                                      | 23 291                                               |                                                      |
| 1995                                                 | 1995                                                 |                                                      | 22 996                                               |                                                      |
| 2000                                                 | 2000                                                 |                                                      | 21 477                                               |                                                      |
| 2005                                                 | 2005                                                 |                                                      | 20 888                                               |                                                      |
| 2010                                                 | 2010                                                 |                                                      | 20 747                                               |                                                      |
| 2015                                                 | 2015                                                 |                                                      | 21 199                                               |                                                      |
| 2020                                                 | 2020                                                 |                                                      | 21 765                                               |                                                      |

## Kultur

### Kulturarv

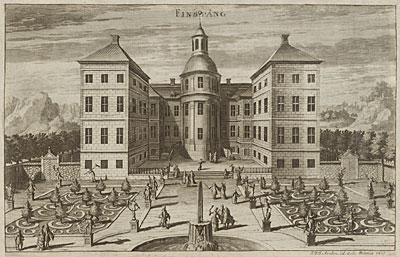
Finspångs slott (anno 1700).

År 2022 fanns 240 fornlämningar som hittats i kommunen registrerade hos Riksantikvarieämbetet. Exempelvis kan flera lämningar efter gruvor ses längs kommunens vandringsleder.  Det finns också lämningar efter fem fornborgar. I kommunen finns och sju byggnadsminnen – Finspångs slott, Häfla hammarsmedja, Lugnet Finspång, Risinge gamla prästgård, Selesjö herrgård, Sonstorps herrgård och Vita huset.

### Kommunvapen
Blasonering: Sköld delad av rött, vari ett järnmärke av guld, och silver, vari fem kopplade röda, genomgående spetsrutor, den mellersta belagd med tre stolpvis ordnade liljor av guld.
Vapnet, som föreslogs av Riksheraldikerämbetet, fastställdes av Kunglig Majestät år 1944. Järnhanteringens symbol är kombinerad med ätten De Geers vapen. Efter kommunbildningen registrerades vapnet i Patent- och registreringsverket år 1974.